# Балто-фински езици
Балто-финските езици принадлежат към групата на угро-финските езици, които от своя страна са част от уралското езиково семейство. Народите говорещи балто-фински езици живеят по източните брегове на Балтийско море и в района на Ладожкото и Онежкото езеро. Точният брой на балто-финските езици е все още предмет на дискусия, но най-често се приема, че те са седем: фински, карелски, вепски, ижорски, вотски, естонски и ливонски. Някои съвременни източници разграничават и въруски (смятан също за диалект на естонския), меанкиели (смятан също за диалект на финския) и олонецко-карелски и людски (смятани за диалекти на карелския).

## Вътрешна класификация
Балто-финските езици могат да бъдат разделени на две подгрупи:
- северна група: фински (+ меанкиели), карелски (+ олонецко-карелски и людски), ижорски и вепски;
- южна група: естонски (+ въро), вотски и ливонски.

Езиците от северната група са географски трудно разчленими. Подобно на южнославянските езици те се преливат един в друг като границата между всеки два съседни езика се състои от множество преходни диалекти.

## Обща характеристика
Балто-финските езици са по-синтетични и по-аглутинативни от заобикалящите ги индоевропейски (германски, славянски и балтийски) езици. Степента на синтетичност и аглутинативност на отделните балто-фински езици е различна. Езиците от северната група са като цяло по-синтетични и по-аглутинативни от езиците от южната група.

### Фонетика и фонология
- Ударението е на първата сричка.
- Дължината на звуковете определя значението на думите; сравнете финските думи tuli (огън) tuuli (вятър) и tulli (митница).
- Гласните са с по-голяма честотност от съгласните. Във фински например на всеки 100 гласни се падат по 96 съгласни. За сравнение в руски на всеки 100 гласни се падат по 150 съгласни, а в немски на всеки 100 гласни по 177 съгласни.[3]
- Има много дифтонги. В естонския например се срещат следните дифтонги: iu, ei, ea, eo, äi, äe, äo, äu, öi, öe, öa, üi, õi, õe, õa, õu, ai, ae, ao, au, oi, oe, oa, ou, ui.

### Морфология
- Липса на граматически род.
- Богата падежна система; сравнете броя на падежите в отделните езици:

| фински | карелски | вепски | ижорски | вотски | естонски | ливонски |
| ------ | -------- | ------ | ------- | ------ | -------- | -------- |
| 15     | 12–13    | 17–18  | 13–14   | 14     | 14       | 8        |

- Наличие на специални притежателни наставки (съхранени само в част от съвременните балто-фински езици); например във фински: kirja-ni (книгата ми), kirja-si (книгата ти), kirja-nsa (книгата му/и), kirja-mme (книгата ни), kirja-nne (книгата ви), kirja-nsa (книгата им).
- Наличие на специални каузативни глаголни наставки; сравнете финските глаголи tappaa (убивам) и tapa-ttaa (поръчвам нечие убийство).

### Синтаксис
- Базов словоред: SVO (подлог – сказуемо – допълнение).
- Изразяване на отрицанието с помощта на специален глагол. Пълното спрежение на отрицателния глагол e- се е съхранило само в някои от съвременните езици; например във фински: en lue (не чета), et lue (не четеш), ei lue (не чете), emme lue (не четем), ette lue (не четете), eivät lue (не четат).

### Речников състав
- Различията в речниковия състав и особеностите на звуковите системи на отделните балто-фински езици затрудняват общуването между носителите им.

Сравнение на някои общи понятия
| български | фински    | карелски | вепски | ижорски | вотски | естонски | ливонски |
| --------- | --------- | -------- | ------ | ------- | ------ | -------- | -------- |
| мъж       | mies      | mies     | mužik  | meez    | meez   | mees     | mìez     |
| майка     | äiti      | emä      | mam    | emä     | emä    | ema      | jemà     |
| аз        | minä      | mie      | minä   | miä     | miä    | mina/ma  | ma       |
| той/тя/то | hän       | heän     | hän    | hän     | tämä   | tema/ta  | ta       |
| казвам    | sanoa     | sanuo    | sanuda | sannoa  | sanoa  | ütelda   | ütl      |
| книга     | kirja     | kirja    | kirj   | kirja   | tširja | raamat   | rōntəz   |
| бял       | valkoinen | valkoine | vauged | valkea  | valkea | valge    | vālda    |
| камък     | kivi      | kivi     | kivi   | kivi    | tšivi  | kivi     | kiuv     |